# Inzar
Inzar és un col·lectiu gallec procedent de la fusió del Movemento Comunista de Galicia i de la Lliga Comunista Revolucionària de Galícia (BNG), que es va constituir en partit polític en 1991, lligat a Esquerra Alternativa de Galícia. En 1993 es va integrar en el Bloc Nacionalista Gallec. Amb poc pes quantitatiu (en 2002 tenia prou feines 234 militants), va acabar per convertir-se en un col·lectiu en el si del BNG; posteriorment, va ser un dels integrants del corrent Máis Galiza. Xesús Veiga Buxán, que va ser diputat en el Parlament de Galícia, és el seu dirigent més conegut.
El 28 de febrer de 2012 es va anunciar la seva dissolució donada la "notable reducció de la projecció pública d'aquest corrent".
Pocs dies després, durant l'Assemblea de Máis Galiza en la qual finalment aquesta es va escindir del BNG, el líder de Inzar Xesús Veiga va ser una de les veus favorables a la continuïtat dins del Bloc. Actualment la major part de les persones que componien la militància d'Inzar es troben enquadrades a Abrente-Esquerda Democrática Galega, dins del BNG.